# Маєток Говардс Енд (фільм)
«Маєток Говардс Енд» (англ. Howards End) — британський художній фільм 1992 року режисера Джеймса Айворі на основі роману Едварда Моргана Форстера «Говардс Енд».

## Сюжет
Фільм розповідає про життєві історії трьох різних верств англійського суспільства початку XX століття, яких поєднав маєток «Говардс Енд»: Вілкоксів — багатих капіталістів, сестер Шлеґель — освіченої аристократії та сім'ї Бастів — низів середнього класу.

## Ролі виконують
- Емма Томпсон — Маргарет Шлеґель
- Гелена Бонем Картер — Гелен Шлеґель
- Ванесса Редґрейв — Рут Вілкокс
- Джозеф Беннет[en] — Пол Вілкокс
- Прунела Скейлс[en] — тітка Джулі
- Ентоні Гопкінс — Генрі Дж. Вілкокс
- Джеймс Вілбі — Чарльз Вілкокс
- Самуїл Вест[en] — Леонард Баст
- Нікола Даффетт — Джекі Баст

## Нагороди
- 1992 Премія «Оскар» Академії кінематографічних мистецтв і наук:
  - Премія «Оскар» за найкращу жіночу роль — Емма Томпсон
  - Премія «Оскар» за найкращий адаптований сценарій — Рут Провер Джабвала
  - Премія «Оскар» за найкращу роботу художника-постановника — Лусіана Арріґі, Ян Віттакер
- 1992 Премія Національної ради кінокритиків США:
  - за найкращий фільм
  - найкращому режисерові — Джеймс Айворі
  - найкращій акторці — Емма Томпсон
  - 10 найкращих фільмів (National Board of Review: Top Ten Films[en]) — N 1
- 1992 Премія Національна спілка кінокритиків США:  
  -  найкращій акторці[en] — Емма Томпсон
- 1992 Премія Спільноти кінокритиків Нью-Йорка (New York Film Critics Circle, NYFCC):
  - найкращій акторці[en] — Емма Томпсон
  - 3-тє місце серед найкращих режисерів — Джеймс Айворі
- 1992 Нагорода Асоціації кінокритиків Лос-Анджелеса:
  - найкращій акторці — Емма Томпсон
- 1992 Премія БАФТА, Британської академії телебачення та кіномистецтва:
  - за найкращу головну жіночу роль — Емма Томпсон
  - за найкращий фільм — Ізмаїл Мерчент, Джеймс Айворі
- 1993 Премія «Золотий глобус» Голлівудської асоціації іноземної преси: 
  - за найкращу жіночу роль у кінодрамі — Емма Томпсон
- 1993 Премія Асоціації кінокритиків Чикаго:
  - найкращій акторці[en] — Емма Томпсон